# Žiga Samar
Žiga Samar (Jesenice, 26 gennaio 2001) è un cestista sloveno di formazione spagnola.

## Carriera
Con la Slovenia ha disputato i Campionati europei del 2022.